# Diclidurus ingens
Grande Dame blanche
Espèce
Répartition géographique
Diclidurus ingens, qui a pour nom commun Grande Dame blanche, est une espèce sud-américaine de chauve-souris de la famille des Emballonuridae.

## Description
En moyenne, la longueur totale est de 10,2 cm, dont 2,5 cm correspondent à la queue et 8 cm au corps avec la tête ; la longueur de l'avant-bras est de 7 cm, la longueur du pied de 11,9 mm, la longueur des oreilles de 20,6 mm. Elle pèse environ 16,5 g.
Le museau est court et pointu, les yeux sont relativement grands. Les oreilles sont courtes, triangulaires avec une pointe pointue et rosâtre. Le tragus est court, large avec une extrémité arrondie. Les membranes alaires sont roses et semi-transparentes. Le pouce est très court et complètement enfoncé dans la membrane. La queue est courte et perce la surface dorsale de la membrane interfémorale à environ la moitié de sa longueur, près d'un sac glandulaire et de deux excroissances noirâtres. Le calcar est bien développé.
Le pelage est soyeux et long. La couleur générale du corps est souvent blanche avec la base des poils ventraux gris ou noirâtre. La face présente des taches marron à roses. La peau des ailes est rose et il y a des touffes blanches sur l'avant-bras et le premier doigt.

## Répartition
Diclidurus ingens est présente dans l'est de la Colombie, le sud du Venezuela, l'ouest du Guyana, le nord du Pérou et l'État brésilien du Pará. Un individu fut capturé en Guyane en 2004.
Elle vit dans les forêts à feuilles persistantes jusqu'à 200 m d'altitude.

## Comportement

### Habitat
Elle se réfugie sous des feuilles de palmier et dans des bâtiments.

### Alimentation
Comme tous les Emballonuridae, la grande dame blanche est un pur insectivore, principalement de papillons de nuit. Elle vole dans les espaces ouverts, les étangs, au-dessus de la canopée et autour des lumières de la ville.